# Аничков, Николай Милиевич
Никола́й Ми́лиевич Ани́чков (1844—1916) — действительный тайный советник, сенатор (с 12.2.1898), член Государственного Совета, товарищ министра народного просвещения, Почётный член Императорского Православного Палестинского Общества.

## Биография
Родился 14 (26) февраля 1844 года в Тамбове. Происходил из старинного дворянского рода Аничковых, сын помещика Нижегородской губернии, майора в отставке Милия Адриановича Аничкова (1812—?) и Софии Аркадьевны, урождённой Стефановой.
Окончил 3-ю Санкт-Петербургскую гимназию, а в 1868 году — историко-филологический факультет Санкт-Петербургского университета «первым кандидатом».
Николай Милиевич Аничков был высокообразованным человеком, обладавшим немалыми лингвистическими способностями: помимо латыни и древнегреческого, свободно владел несколькими европейскими языками. Ещё до университета, с 5 марта по 19 декабря 1864 года, он состоял на службе в ведомстве Министерства народного просвещения. Завершив образование в Германии и Франции, он с октября 1869 года стал преподавателем древних языков в родной гимназии; в 1873 году издал исторический обзор, посвящённый 50-летию 3-й Санкт-Петербургской гимназии.
Состоял на должности директора училищ в Новгородской губернии. С 1878 года — окружной инспектор Санкт-Петербургского учебного округа. С 1884 по 1898 г. состоял на различных должностях в Министерстве народного просвещения: сперва директор департамента (с 1 января 1886 года — в чине тайного советника), а с 14 мая 1896 года — товарищ министра. Среди его служебных достижений — организация Западно-Сибирского учебного округа, открытие университета в Томске, технологического института в Харькове, ревизия штатов и программ гимназий и прогимназий, развитие многих средних и высших технических училищ. Николай Милиевич был членом комитета Главного попечительства детских приютов ведомства императрицы Марии Федоровны, почетным членом целого ряда обществ и советов.
После смерти министра графа И. Д. Делянова временно управлял министерством (16.01.1898 — 25.02.1898). После прихода нового министра Н. П. Боголепова Аничков был 12 февраля 1898 года назначен сенатором в Департамент герольдии Сената; с 1905 года — член Государственного совета; с 1906 года — действительный тайный советник.
В числе наград Николай Милиевич имел орден Святого Александра Невского (01.01.1901), орден Белого Орла (01.01.1896), орден Святого Владимира 2-й и 3-й степеней, орден Святой Анны 1-й и 2-й степеней, орден Святого Станислава 1-й и 2-й степеней, бухарский орден Золотой звезды 1-й степени с алмазами, а также медали. При решении служебных проблем он проявлял большую осторожность, деликатность и справедливость. Но, будучи по убеждениям государственником, считался реакционером и активно критиковался либералами.
В 1891 году он был привлечён к делам Императорского Православного Палестинского Общества (ИППО) своим родственником Михаилом Петровичем Степановым, уже тогда бывшим товарищем председателя Общества. В 1892 году Аничков был единогласно избран членом Совета ИППО. И как член этого совета, он курировал учебные и врачебные заведения в Сирии и Палестине. В 1899 году он в течение трёх месяцев посещал указанные заведения, а затем составил отчёт, опубликованный в отдельном двухтомном издании (см. ниже). Иерусалимский патриарх Дамиан наградил Н. М. Аничкова орденом Святого и Живоносного Гроба Господня с золотым крестом и частицей Честного и Животворного древа Креста Господня. С 1 декабря 1904 года Аничков стал вице-председателем ИППО.
Николай Милиевич Аничков вместе с семьёй занимал 9-комнатную квартиру в бельэтаже д. 16 на Гагаринской (ул. Фурманова), а также имел дом в Гатчине на Константиновской (ул. Радищева). Учитывая его большие заслуги в общественной жизни Гатчины и в организации там учебных заведений, 14 апреля 1901 г. император Николай II удовлетворил просьбу жителей города о присвоении Н. М. Аничкову звания почетного гражданина Гатчины. Николай Милиевич был также почетным гражданином городов Устюжны и Малая Вишера.
В 1912 году, вследствие неудачной операции по поводу двусторонней катаракты, потерял зрение и вынужден был выйти в отставку. Последние годы провёл в доме своей жены в Гатчине на Константиновской ул., 4 (не сохранился). Был похоронен на Никольском кладбище Александро-Невской лавры.

## Семья
В возрасте 32 лет Н. М. Аничков женился на 18-летней дочери протоиерея Иосифа Васильева. Супруги имели трёх дочерей и трёх сыновей. Один из сыновей — Аничков, Николай Николаевич — стал выдающимся учёным-патологом, академиком АН и АМН СССР, президентом АМН СССР.
Его правнук и полный тёзка — профессор Николай Мильевич Аничков, член-корреспондент РАН, заслуженный деятель науки РФ, заведующий кафедрой патологической анатомии СЗГМУ им. И. И. Мечникова (с 1984 по 2019 гг.)..

## Некоторые труды
- Аничков Н. М. Историческая записка пятидесятилетия Третьей Санкт-Петербургской гимназии. — СПб., 1873.
- Аничков Н. М. Замечания об учебных заведениях Императорского Православного Палестинского общества в 1895/6 году по отчету Д.В. Истомина. — СПб., 1898.
- Аничков Н. М. Учебные и врачебные заведения Императорского Православного Палестинского общества в Сирии и Палестине. Часть I. Учебные заведения Сирии и Иудеи.. — СПб., 1901.
- Аничков Н. М. Учебные и врачебные заведения Императорского Православного Палестинского общества в Сирии и Палестине. Часть II. Учебные заведения в Галилее.. — СПб., 1910.